# Etia
Etia (in greco antico Ετίας, in latino Etias) è un personaggio eponimo della mitografia greca e romana, figlia di Enea e di sua moglie Creusa. Come riportato da Pausania in "Periegesi della Grecia", Enea - nel corso della sua fuga da Troia - fondò a suo nome la città di Eti che sorgeva sulla costa della Laconia di fronte a Citera.